# King of the Circus

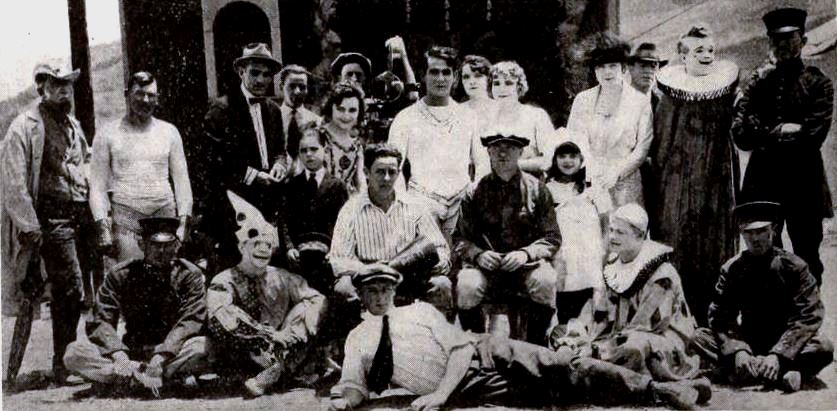
Elenco e produção do seriado King of the Circus (1920), p. 68 de 11 de setembro de 1920, Exhibitors Herald

King of the Circus é um seriado estadunidense de 1920, no gênero ação, dirigido por J. P. McGowan, em 18 capítulos, estrelado por Eddie Polo e Corrine Porter. Foi produzido e distribuído pela Universal Studios e veiculou nos cinemas estadunidenses de 22 de novembro de 1920 a 21 de março de 1921.
Este seriado é considerado perdido.

## Elenco
- Eddie Polo - Eddie King
- Corrine Porter - Helen Howard
- Kittoria Beveridge - Mary Warren
- Harry Madison - James Gray
- Charles Fortune - John Winters
- J. P. McGowan
- J.J. Bryson
- Dorothy Hagan
- Viola Tasma
- Tom London (creditado Leonard Clapham)
- Jay Marchant
- Frank Shaw
- Bruce Randall
- Jack Newton

## Capítulos
1. Bloody Money
2. The Mushroom Bullet
3. Stolen Evidence
4. Facing Death
5. The Black Wallet
6. The Lion's Claws
7. Over the City
8. Treachery
9. Dynamite
10. The Mystic Power (aka The Mystic's Power)
11. Man and Beast
12. Deep Waters
13. A Fight for Life
14. Out of the Clouds
15. The Woman in Black
16. The Cradle of Death
17. The Final Reckoning
18. The Lost Heritage.